# Comma
Comma war eine Literaturzeitschrift aus Chemnitz.

## Geschichte
Die erste Ausgabe erschien im April 2002. Herausgeber ist der Verein zur Förderung zeitgenössischer Literatur, Kunst und Philosophie e. V., der 2001 gegründet wurde.
Der Verein veranstaltet neben Autorenlesungen den Philosophischen Salon in Chemnitz. In Zusammenarbeit mit dem Silencio – Verein für philosophische Bildung e. V. und dem Oscar e. V. bietet er für die Diskussionen philosophischer Fragen ein öffentliches Forum.

## Inhalt
Comma widmet sich einerseits der jungen deutschsprachigen Literatur, andererseits engagiert sich der Verein seit 2004 für Schriftsteller aus Tschechien und der Slowakei.
Ein Anliegen der Zeitschrift ist es, unterschiedliche künstlerische Produktionsweisen miteinander in Beziehung zu setzen. So erschien etwa die Ausgabe Fabula Rasa, in der junge Autoren das alte Genre der Fabel neu interpretierten. Die Texte wurden von Schauspielern des Schauspielhauses Chemnitz eingelesen und mit Klangminiaturen der Chemnitzer Rockformation Radar als Hörbuch-CD dem Magazin beigegeben.
Anlässlich des 75. Geburtstages von Carlfriedrich Claus im Jahre 2005 entstand in Zusammenarbeit mit den Kunstsammlungen Chemnitz und mit Unterstützung von Kunst für Chemnitz e. V. eine Sonderausgabe zu Ehren des Sprachkünstlers mit Arbeiten zeitgenössischer Autoren.
Zur Frankfurter Buchmesse 2006 wurde in Zusammenarbeit mit dem Literatur- und Informationszentrum Bratislava (SLOLIA), eine Anthologie junger slowakischer Literatur präsentiert.
2007 erschien als DVD die Poetryfilm-Ausgabe Fische im Sand: Junge Regisseure verfilmten in Zusammenarbeit mit der Chemnitzer Filmwerkstatt die Gedichte junger sächsischer Lyriker. Im November 2007 erschien die 16. Ausgabe mit dem Titel: Stimmen Mitteleuropas. Sie enthält Texte tschechischer und slowakischer Autoren zum Thema „kulturelle Identität“. Die Publikation wurde im Rahmen der Deutsch-Tschechischen Literaturtage in Chemnitz veröffentlicht.
Anfang 2008 hat die Zeitschrift mit der Nummer 16 ihr Erscheinen eingestellt.

## Autoren
Unter den zahlreichen Autoren die in den regulären Ausgabe oder in den Sondereditionen veröffentlichten, gehören u. a. Clemens Meyer, Franziska Gerstenberg, Uwe Tellkamp, Jan Kummer (AG. Geige), Jochen Schmidt, Kirsten Fuchs, Petra Hulova, David Zabransky, Michal Hvorecký, Ulrike Almut Sandig, Norbert Lange oder Volker Sielaff.